# Jean de Clermont
Jean de Clermont (Ier ou II), fils de Raoul IV de Clermont-Nesle († 1321) et de Jeanne de Chambly (né vers 1320 - 19 septembre 1356, bataille de Poitiers), seigneur de Chantilly, vicomte d’Aunay par son mariage, maréchal de France.
- Son père Raoul IV était-il un fils du maréchal Guy Ier de Clermont, dit de Nesle (fils de Simon II de Clermont-Nesle et frère du connétable Raoul II), et donc un frère de Jean d'Offémont (hypothèse 1) ?
- ou bien Raoul IV n'était-il pas plutôt un membre de la branche de Clermont-Nesle-Tartigny — venue vraisemblablement d'un Raoul II de Paillart et Tartigny, frère cadet de Simon II de Clermont-Nesle et oncle du maréchal Guy : ce serait alors un fils de Raoul III, un petit-fils de Jean Ier et un arrière-petit-fils de Raoul II de Clermont-(Nesle)-Tartigny ? (hypothèse 2) (cf. l'article Clermont-Nesle et les sites Racines&Histoire[1],[2]).

## Biographie
Jean de Clermont sert sous le Comte d'Eu aux frontières de Flandre et de Hainaut en 1340.
Le 3 novembre 1346, Philippe VI lui fait présent de la terre de Boomont/Bosmont et le duc de Normandie lui donne, en avril 1347, la terre de Chantilly (la sœur de Jean, Jeanne de Clermont, avait épousé Guillaume IV Le Bouteiller de Senlis, seigneur de Chantilly).
Il est fait maréchal de France en novembre 1352 après la mort de Rogues de Hangest.
En 1354, il est envoyé sur les frontières de Picardie et de Flandre pour la paix qui se discutait avec les Anglais
Il suit le duc de Normandie à Avignon et en Languedoc.
En récompense de ses services, le roi lui accorde le bâton de maréchal en remplacement de Guy II de Clermont-Nesle, fils de Jean et petit-fils du maréchal Guy Ier ci-dessus, qui serait son cousin germain selon l'hypohèse 1, ou un cousin plus éloigné selon l'hypothèse 2.
En 1352, il est envoyé en Flandre pour négocier la paix avec les Anglais.
La paix est signée, ce qui lui vaut d'être nommé lieutenant du roi en Poitou, Saintonge, Angoumois, Périgord, Limousin et une partie de l'Auvergne par lettres du 1er janvier 1355.
À la bataille de Poitiers le 19 septembre 1356, il se trouve exposé au feu des Anglais, à la sortie d'un défilé. Son cheval s'étant abattu sous lui, il ne peut se relever et perd la vie.
Il avait épousé Marguerite, dame de Mortagne et vicomtesse d'Au(l)nay, d'où postérité.

## Armoiries
| Figure | Blasonnement |
|        | Selon le Folio 47r de l'Armorial de Gelre De gueules, semé de trèfles d'or, à deux bars adossés du même brochants sur le tout, au lambel d'azur. Cimier : Une tête de coq d'hermines becqué et crêté de gueules, sur une couronne de sable. |